# Port Maria
Port Maria è un comune della Giamaica, situato nella parrocchia di Saint Mary, della quale è il capoluogo.